# Aleuropleurocelus caudatus
Aleuropleurocelus caudatus es una especie de hemíptero de la familia Aleyrodidae, subfamilia Aleyrodinae.
Fue descrita científicamente por primera vez por Oscar Ángel Sánchez Flores y Vicente Emilio Carapia Ruiz en 2018

## Etimología
El epíteto específico de Aleuropleurocelus caudatus se refiere a la característica prominencia en el extremo caudal.

## Hospederos
Coccoloba uvifera  y  Guazuma ulmifolia

## Distribución
México: Oaxaca (Asunción Ixtaltepec, Pochutla).